# オルタナティブシアター
オルタナティブシアター（Alternative Theatre）は、東京都千代田区有楽町の有楽町センタービル別館7階にあった劇場である。座席数は462。
2014年まで映画館として営業していた丸の内ルーブルを改装し、『笑っていいとも!』で知られるスタジオアルタが運営していた。
こけら落としは『アラタ～ALATA～』で、半年間上演された。2019年春からは『万華響－MANGEKYO－』が上演していた
契約満了により2022年夏に閉館、
サンライズプロモーション東京が2022年12月にI'M A SHOWを同地にオープンすることとなった。